# Akcjonariusz mniejszościowy
Akcjonariusz mniejszościowy (en.minority shareholder) – każdy, kto posiada mniej niż 50% akcji spółki i jednocześnie mniej niż 50% głosów na walnym zgromadzeniu akcjonariuszy.
Akcjonariusz mniejszościowy ma prawa wynikające ze statutu spółki, ale samodzielnie nie ma wystarczającej siły, aby decydować w jej sprawach. Dopiero w razie dużego rozdrobnienia akcji, mali akcjonariusze łącząc się w grupy mogą skutecznie podejmować decyzje tj. przegłosowywać uchwały.
Prawo wielu krajów stara się chronić akcjonariuszy mniejszościowych, jako że ich pozycja względem większościowego akcjonariusza jest niekorzystna. Jednocześnie istnieją przepisy dotyczące przymusowego wykupu i przymusowego odkupu w określonych sytuacjach, jednak nie dotyczą spółek notowanych na giełdzie.